# 天神嘉諾撒學校
天神嘉諾撒學校（英語：Holy Angels Canossian School）位於香港九龍紅磡鶴園街21號，為嘉諾撒仁愛修會所主辦的一間全日制資助女子小學。

## 歷史
學校創立於1890年名為聖德學校，1958年重建後名為天神嘉諾撒學校。校舍為一幢4層高的建築物，有18間標準課室、以及音樂室、特別室、會客室、教員室、輔導室、校務處、籃球場及有蓋操場。此外，新翼校舍設有活動室、中央圖書館及教員休息室。
此校的「一條龍」結龍中學為嘉諾撒聖瑪利書院。
此校於2008年，獲教育局分配一所位於此校舍東南面的擬建後千禧校舍（即九龍船塢紀念學校舊址），以改善現有校舍空間不足的問題。然而，建築署一直要到2021年初，才就新校舍的建築顧問服務進行招標。

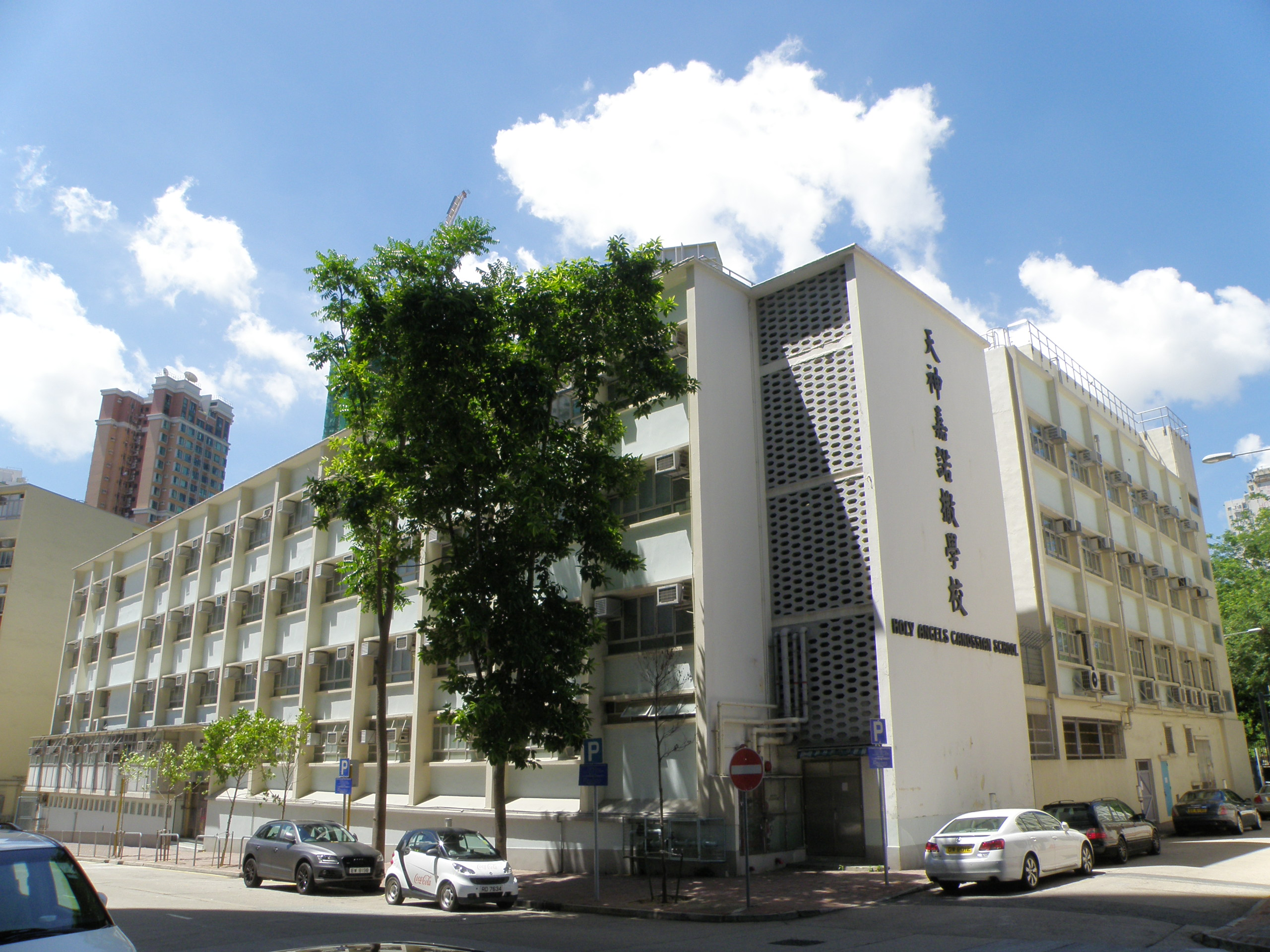
天神嘉諾撒學校校舍外觀

## 校政管理
歷任校監
- 趙勵德 修女[7]
- 關小梅 修女[8]
- 黃佩玲 修女

歷任校長
- 廖君頑修女（上午校）[7]
- ？至1986年：羅翠群修女
- 1986年至？：譚麗瓊 修女[9]
- 林豔君 修女（上午校）[8]
- ？至2011年：袁慧貞 女士（下午校至全日制）[10][11]
- 2011年至2019年：區敏儀 女士[12]
- 2019年至今：呂寶琦 女士[13]

## 著名/傑出校友
- 彭秀慧：香港跨媒體藝術工作者[註 1]
- 胡孟青：香港著名股評家[14]
- 郭少芸：香港女演員[15]
- 吳文華，SBS：香港立法會第二任秘書長[16]
- 詹明月：前 Groupon 副總裁
- 吳文忻：前香港女藝人、1998年香港小姐季軍
- 黃靜：1980年香港小姐季軍
- 郭羨妮：香港女演員、1999年香港小姐冠軍及2000年度國際華裔小姐冠軍
- 曹敏莉：前香港女演員、2003年香港小姐冠軍
- 李琳琳：前香港女演員
- 樊奕敏：香港女演員
- 鐘嘉佑：香港童星
- 單文柔：香港女演員、2016年香港小姐
- 黃蔚然：鋼琴演奏家，霍洛維茲國際青少年鋼琴大賽中級組歷屆最年輕的冠軍得獎者
- 曹蕙蘭：香港女歌手、前有線電視節目主持
- 陳善渝：香港女藝人、女子組合Bingo成員
- 君比：香港已故作家
- 潘樂恩：香港羽毛球代表[17]
- 何嘉麗：香港電台唱片騎師及歌手
- 胡韻珊：前香港獨立監察警方處理投訴委員會助理秘書長及運輸及房屋局局長政治助理

## 外部連結
- 天神嘉諾撒學校（页面存档备份，存于）